# 莫利 (愛荷華州)
莫利（英語：Morley）是一個位於美國愛荷華州瓊斯縣的城市。

## 地理
莫利的座標為42°00′24″N 91°14′48″W / 42.00667°N 91.24667°W，而該地的平均海拔高度為243米（即797英尺）。

## 人口
根據2010年美國人口普查的數據，莫利的面積為0.23平方千米，當中陸地面積為0.23平方千米，而水域面積為0.00平方千米。當地共有人口115人，而人口密度為每平方千米500人。